# دراغيشا دروبنياك
دراغيشا دروبنياك (بالسلوفينية: Dragiša Drobnjak)‏ مواليد 5 نوفمبر 1977 في كراني، جمهورية يوغوسلافيا الاشتراكية الاتحادية، هو لاعب كرة سلة سلوفيني. بدأ مسيرته الاحترافية في سنة 1996. يلعب في الدوري السلوفيني لكرة السلة.

## المسيرة الاحترافية
لعب مع كركا من سنة 1999 إلى 2003، ثم لعب مع سلوفان في موسم 2003–2004، ثم لعب مع أوليمبيا من سنة 2004 إلى 2006، ثم لعب مع تورو زغورجيلتس من سنة 2006 إلى 2008، ثم لعب مع ألبا برلين في الدوري الألماني في سنة 2008، ثم لعب مع تورو زغورجيلتس في موسم 2008–2009، ثم لعب مع سباستياني باسكت رييتي في الدوري الإيطالي في سنة 2009، ثم لعب مع أوستند في موسم 2009–2010.

## الإنجازات
- الدوري السلوفيني لكرة السلة (6): 2000، 2003، 2005، 2006، 2011، 2015
- الدوري البلجيكي لكرة السلة الدرجة الأولى (2): 2012، 2013
- كأس سلوفينيا لكرة السلة (2): 2005، 2006
- كأس السوبر السلوفينية لكرة السلة (1): 2015
- كأس بلجيكا لكرة السلة (1): 2010

## روابط خارجية
- دراغيشا دروبنياك على موقع الاتحاد الدولي لكرة السلة (الإنجليزية)
- دراغيشا دروبنياك على موقع كرة السلة الأوروبية.كوم (الإنجليزية)
- دراغيشا دروبنياك على موقع ريلجم (الإنجليزية)
- دراغيشا دروبنياك على موقع بروبوليرز (الإنجليزية)
- دراغيشا دروبنياك على موقع سبورتس رفرنس (الإنجليزية)